# Décès en octobre 2013
Décès
- 2009
- 2010
- 2011
- 2012
- 2013
- 2014
- 2015
- 2016
- 2017

Pour une information complémentaire, voir la page d'aide.

| Date        | Nom                                    | Activités | Âge   | Source |
| ----------- | -------------------------------------- | --- | ----- | ------ |
| 1er octobre | Peter Broadbent                        | Footballeur anglais.                                                                                              | 80    | (en)   |
| 1er octobre | Tom Clancy                             | Romancier américain.                                                                                              | 66    |        |
| 1er octobre | Giuliano Gemma                         | Acteur italien.                                                                                                   | 75    |        |
| 1er octobre | Israel Gutman                          | Historien israélien d'origine polonaise.                                                                          | 90    | (en)   |
| 1er octobre | Juan José Linz                         | Sociologue espagnol.                                                                                              | 87    | (es)   |
| 2 octobre   | Shun Akiyama                           | Critique littéraire japonais.                                                                                     | 83    | (ja)   |
| 2 octobre   | Benjamin Dwomoh                        | Arbitre de football ghanéen.                                                                                      | 78    |        |
| 2 octobre   | Hilton A. Green                        | Producteur de cinéma américain.                                                                                   | 84    | (en)   |
| 2 octobre   | Jonathan Kaufer                        | Réalisateur, scénariste et acteur américain.                                                                      | 58    | (en)   |
| 2 octobre   | Abraham Nemeth (en)                    | Mathématicien américain.                                                                                          | 94    | (en)   |
| 3 octobre   | Sergei Belov                           | Basketteur soviétique, médaillé d'or aux Jeux olympiques d'été de 1972 et de bronze à ceux de 1968, 1976 et 1980. | 69    | (en)   |
| 3 octobre   | Frank D'Rone                           | Chanteur américain de jazz.                                                                                       | 81    | (en)   |
| 3 octobre   | Bill Eppridge                          | Photojournaliste américain.                                                                                       | 75    |        |
| 3 octobre   | Masae Kasai                            | Volleyeuse japonaise, médaillée d'or aux Jeux olympiques d'été de 1964.                                           | 80    | (ja)   |
| 3 octobre   | Blandine Perroud                       | Parachutiste française, adjudante de l'École des troupes aéroportées (ETAP).                                      | 36    |        |
| 3 octobre   | Ángeles Santos Torroella               | Peintre espagnole.                                                                                                | 101   | (es)   |
| 4 octobre   | Christian Gailly                       | Écrivain français.                                                                                                | 70    |        |
| 4 octobre   | Võ Nguyên Giáp                         | Général et homme politique vietnamien.                                                                            | 102   |        |
| 4 octobre   | Jean-Louis Goasduff                    | Homme politique français.                                                                                         | 86    |        |
| 4 octobre   | Akira Miyoshi                          | Compositeur japonais.                                                                                             | 80    | (ja)   |
| 5 octobre   | Sadek Batel                            | Homme politique algérien.                                                                                         | 91    |        |
| 5 octobre   | Carlo Lizzani                          | Réalisateur et scénariste italien.                                                                                | 91    |        |
| 5 octobre   | Butch Warren                           | Jazzman contrebassiste américain de hard bop.                                                                     | 74    | (en)   |
| 6 octobre   | Pankraz Freitag                        | Homme politique suisse.                                                                                           | 60    |        |
| 6 octobre   | Paul Rogers                            | Acteur anglais.                                                                                                   | 96    |        |
| 6 octobre   | Félix Rozen                            | Peintre et sculpteur français.                                                                                    | 75    |        |
| 6 octobre   | Senén Suárez                           | Guitariste et compositeur cubain.                                                                                 | 91    | (es)   |
| 7 octobre   | Patrice Chéreau                        | Metteur en scène, acteur, scénariste et réalisateur français.                                                     | 68    |        |
| 7 octobre   | Joanna Chmielewska                     | Romancière polonaise.                                                                                             | 81    | (pl)   |
| 7 octobre   | Ovadia Yossef                          | Grand-Rabbin d'Israël.                                                                                            | 93    |        |
| 8 octobre   | Phil Chevron                           | Chanteur, compositeur et guitariste irlandais.                                                                    | 56    |        |
| 8 octobre   | Paul Desmarais                         | Homme d'affaires canadien milliardaire, Grand-Croix de la Légion d'honneur.                                       | 86    |        |
| 8 octobre   | José Faria                             | Entraîneur brésilien de football.                                                                                 | 80    |        |
| 8 octobre   | Rodolphe Kasser                        | Philologue et archéologue suisse.                                                                                 | 86    |        |
| 8 octobre   | Jean-Marie Mayeur                      | Historien français.                                                                                               | 80    |        |
| 8 octobre   | George Ortiz                           | Collectionneur français d'art antique, d'origine bolivienne.                                                      | 86    |        |
| 8 octobre   | Metro Prystai                          | Hockeyeur sur glace canadien.                                                                                     | 85    | (en)   |
| 8 octobre   | Claudio Quinteros                      | Acteur argentin.                                                                                                  | 43    | (en)   |
| 8 octobre   | Akong Rinpoche                         | Moine tibétain.                                                                                                   | 74    | (en)   |
| 8 octobre   | Khady Sylla                            | Cinéaste sénégalaise.                                                                                             | 50    |        |
| 8 octobre   | Elena Volkova                          | Artiste peintre russe.                                                                                            | 98    | (ru)   |
| 9 octobre   | Norma Bengell                          | Actrice brésilienne.                                                                                              | 78    |        |
| 9 octobre   | Wilfried Martens                       | Homme politique belge, Premier ministre (1979-1981, 1981-1992).                                                   | 77    |        |
| 9 octobre   | Milan Matulović                        | Joueur d'échecs yougoslave.                                                                                       | 78    | (sk)   |
| 10 octobre  | Joop Cabout                            | Poloïste néerlandais, médaillé de bronze aux Jeux olympiques d'été de 1948.                                       | 85    | (nl)   |
| 10 octobre  | Scott Carpenter                        | Pilote d'essai, astronaute et aquanaute américain.                                                                | 88    |        |
| 10 octobre  | Daniel Duval                           | Acteur, scénariste et réalisateur français.                                                                       | 68    |        |
| 10 octobre  | Jan Kuehnemund                         | Guitariste américaine de hard rock, du groupe Vixen.                                                              | 51    |        |
| 10 octobre  | Kumar Pallana                          | Acteur indien. | 94    |        |
| 10 octobre  | Cal Smith                              | Chanteur et musicien de country américain.                                                                        | 81    | (en)   |
| 11 octobre  | Ouadia Al-Safi                         | Chanteur et auteur-compositeur libanais.                                                                          | 91    |        |
| 11 octobre  | Pierre Massimi                         | Acteur français.                                                                                                  | 78    |        |
| 11 octobre  | Erich Priebke                          | SS allemand. | 100   |        |
| 11 octobre  | María de Villota                       | Pilote automobile espagnole.                                                                                      | 33    |        |
| 12 octobre  | George Herbig                          | Astronome américain.                                                                                              | 93    | (en)   |
| 12 octobre  | Oscar Hijuelos                         | Romancier américain.                                                                                              | 62    | (en)   |
| 12 octobre  | Ulf Linde                              | Critique d'art suédois.                                                                                           | 84    | (sv)   |
| 12 octobre  | Bernard Merdrignac                     | Médiéviste français.                                                                                              | 66    |        |
| 13 octobre  | Joe Meriweather                        | Basketteur américain.                                                                                             | 59    | (en)   |
| 13 octobre  | Takashi Yanase                         | Dessinateur et créateur japonais de dessins animés.                                                               | 94    |        |
| 14 octobre  | Wally Bell                             | Arbitre américain de baseball.                                                                                    | 48    | (en)   |
| 14 octobre  | José Borello                           | Footballeur argentin.                                                                                             | 83    | (es)   |
| 14 octobre  | Émile Boutin                           | Historien français.                                                                                               | 93    |        |
| 14 octobre  | Max Cahner                             | Éditeur, homme politique et historien de la littérature catalan.                                                  | 76    | (es)   |
| 14 octobre  | Toni Catany                            | Photographe espagnol.                                                                                             | 71    | (es)   |
| 15 octobre  | Donald Bailey                          | Batteur américain.                                                                                                | 80    | (en)   |
| 15 octobre  | Ian Douglas-Wilson                     | Médecin britannique.                                                                                              | 101   | (en)   |
| 15 octobre  | Sean Edwards                           | Pilote automobile britannique.                                                                                    | 26    |        |
| 15 octobre  | Rudolf Friedrich                       | Homme politique suisse, conseiller fédéral (1982-1984).                                                           | 90    |        |
| 15 octobre  | Eugène Lecrosnier                      | Évêque français.                                                                                                  | 90    |        |
| 15 octobre  | Bruno Metsu                            | Joueur puis entraîneur français de football.                                                                      | 59    |        |
| 15 octobre  | Hans Riegel junior                     | Chef d'entreprise allemand (Haribo).                                                                              | 90    |        |
| 16 octobre  | Albert Bourlon                         | Coureur cycliste français des années 1940.                                                                        | 96    |        |
| 16 octobre  | Ed Lauter                              | Acteur américain.                                                                                                 | 74    | (en)   |
| 16 octobre  | Roger Léron                            | Homme politique français                                                                                          | 68    |        |
| 17 octobre  | Lucien Froidebise                      | Comédien et metteur en scène belge.                                                                               | 89    |        |
| 17 octobre  | Lou Scheimer                           | Producteur et acteur américain.                                                                                   | 84    | (en)   |
| 17 octobre  | Rene Simpson                           | Tenniswoman canadienne.                                                                                           | 47    |        |
| 18 octobre  | Jean-Michel Fouché                     | Footballeur français                                                                                              | 69    |        |
| 18 octobre  | Janina Katz                            | Romancière danoise.                                                                                               | 74    | (da)   |
| 18 octobre  | Allan Stanley                          | Hockeyeur sur glace canadien.                                                                                     | 87    | (en)   |
| 19 octobre  | Georges Descrières                     | Comédien français.                                                                                                | 83    |        |
| 19 octobre  | Noel Harrison                          | Chanteur et acteur britannique                                                                                    | 79    | (en)   |
| 19 octobre  | Ronald Shannon Jackson                 | Batteur américain de jazz.                                                                                        | 73    | (en)   |
| 19 octobre  | Vladimir Keilis-Borok                  | Sismologue américano-russe.                                                                                       | 92    | (en)   |
| 19 octobre  | Jakkrit Panichpatikum                  | Tireur sportif thaïlandais.                                                                                       | 40    | (en)   |
| 19 octobre  | Viktor Tsybulenko                      | Athlète ukrainien, champion olympique aux Jeux olympiques d'été de 1960 et de bronze à ceux de 1956.              | 83    | (ru)   |
| 19 octobre  | Mahmoud Zoufonoun                      | Musicien traditionnel iranien.                                                                                    | 93    | (fa)   |
| 20 octobre  | Jovanka Broz                           | Première dame de Yougoslavie (1953-1980), épouse de Tito.                                                         | 88    | (en)   |
| 20 octobre  | Philippe Cohen                         | Journaliste et essayiste français.                                                                                | 60    |        |
| 20 octobre  | Bernardo Filipe Governo                | Prélat catholique mozambicain, évêque de Quelimane (1976-2007).                                                   | 74    | (en)   |
| 20 octobre  | Jacques Hintzy                         | Publicitaire français, président du comité français de l'UNICEF (1999-2012).                                      | 76    |        |
| 20 octobre  | Jamalul Kiram III                      | Homme politique philippin.                                                                                        | 75    | (en)   |
| 20 octobre  | Lawrence Klein                         | Économiste américain, Prix Nobel (1980).                                                                          | 93    | (en)   |
| 20 octobre  | Émile Louis                            | Tueur en série français.                                                                                          | 79    |        |
| 20 octobre  | Imre Nagy                              | Pentathlète hongrois, médaillé d'or et d'argent aux Jeux olympiques d'été de 1960 et de bronze à ceux de 1964.    | 80    | (hu)   |
| 20 octobre  | Joginder Singh                         | Pilote de rallye kenyan.                                                                                          | 81    | (en)   |
| 21 octobre  | Amadou Bélal Ly                        | Général, homme politique et imam sénégalais.                                                                      | 88    |        |
| 21 octobre  | Aldo Bolzan                            | Coureur cycliste luxembourgeois.                                                                                  | 81    |        |
| 21 octobre  | Gianni Ferrio                          | Compositeur et chef d'orchestre italien.                                                                          | 88    |        |
| 21 octobre  | Rune T. Kidde                          | Artiste danois.                                                                                                   | 56    | (da)   |
| 21 octobre  | Karl Sim                               | Peintre et faussaire néo-zélandais.                                                                               | 89    | (en)   |
| 21 octobre  | Oscar Yanes                            | Journaliste et écrivain vénézuélien.                                                                              | 86    | (es)   |
| 22 octobre  | Lajos Für                              | Homme politique hongrois.                                                                                         | 82    | (hu)   |
| 22 octobre  | Shizuka Murayama                       | Artiste peintre franco-japonais.                                                                                  | 94    | (ja)   |
| 23 octobre  | Anthony Caro                           | Sculpteur abstrait britannique.                                                                                   | 89    |        |
| 23 octobre  | Bernard Chérèze                        | Directeur artistique français.                                                                                    | 54    |        |
| 23 octobre  | Bhau Kalchuri                          | Auteur et poète indien.                                                                                           | 86    | (en)   |
| 23 octobre  | Dolores Lambaša                        | Actrice croate.                                                                                                   | 32    | (hr)   |
| 23 octobre  | Robert Salmon                          | Journaliste français.                                                                                             | 95    |        |
| 24 octobre  | Manna Dey (en)                         | Chanteur indien.                                                                                                  | 94    | (en)   |
| 24 octobre  | Manolo Escobar                         | Chanteur espagnol.                                                                                                | 82    |        |
| 24 octobre  | Brooke Greenberg                       | Américaine ayant conservé les traits physiques et mentaux d'un nourrisson.                                        | 20    | (en)   |
| 24 octobre  | Kadir Nurman                           | Créateur du kebab.                                                                                                | 80    | (en)   |
| 24 octobre  | Deborah Turbeville                     | Photographe de mode américaine.                                                                                   | 81    |        |
| 24 octobre  | Zuzzurro                               | Acteur et humoriste italien.                                                                                      | 67    | (it)   |
| 25 octobre  | Antonia Bird                           | Réalisatrice britannique.                                                                                         | 54    |        |
| 25 octobre  | Arthur Danto                           | Philosophe et critique d'art américain.                                                                           | 89    | (en)   |
| 25 octobre  | Nigel Davenport                        | Acteur britannique.                                                                                               | 85    |        |
| 25 octobre  | Bill Gulick                            | Romancier et historien américain.                                                                                 | 97    | (en)   |
| 25 octobre  | Arne Johansen                          | Patineur de vitesse norvégien, médaillé de bronze aux Jeux olympiques d'hiver de 1952.                            | 86    | (no)   |
| 25 octobre  | Hal Needham                            | Acteur et réalisateur américain.                                                                                  | 82    | (en)   |
| 25 octobre  | Paul Reichmann                         | Homme d'affaires canadien.                                                                                        | 83    |        |
| 25 octobre  | Bill Sharman                           | Basketteur américain.                                                                                             | 87    |        |
| 25 octobre  | Lawrence Leighton Smith                | Chef d'orchestre et pianiste américain.                                                                           | 77    | (en)   |
| 25 octobre  | Amparo Soler Leal                      | Actrice espagnole.                                                                                                | 80    | (en)   |
| 25 octobre  | Marcia Wallace                         | Actrice américaine.                                                                                               | 70    |        |
| 26 octobre  | Ritva Arvelo (en)                      | Actrice et scénariste finlandaise.                                                                                | 92    | (fi)   |
| 26 octobre  | Tony Brevett                           | Musicien jamaïcain, membre du groupe The Melodians.                                                               | 60-69 | (en)   |
| 26 octobre  | Douglas Walkden-Brown (dit Doug Brown) | Homme politique fidjien.                                                                                          | 92    | (en)   |
| 27 octobre  | Luigi Magni                            | Réalisateur et scénariste italien.                                                                                | 85    | (it)   |
| 27 octobre  | Lou Reed                               | Auteur-compositeur-interprète américain.                                                                          | 71    |        |
| 28 octobre  | Samir Abourizk                         | Homme politique sénégalais.                                                                                       | 74    |        |
| 28 octobre  | Tadeusz Mazowiecki                     | Intellectuel, journaliste et homme politique polonais.                                                            | 86    |        |
| 29 octobre  | Robert Bahl                            | Footballeur français.                                                                                             | 85    |        |
| 29 octobre  | Allal Benkassou                        | Footballeur marocain.                                                                                             | 71    |        |
| 29 octobre  | Ayrton Vieira de Moraes                | Arbitre de football brésilien.                                                                                    | 84    | (pt)   |
| 29 octobre  | Graham Stark                           | Acteur et réalisateur britannique.                                                                                | 91    | (en)   |
| 30 octobre  | Cinta Castillo Jiménez                 | Femme politique espagnole.                                                                                        | 48    | (es)   |
| 30 octobre  | Léo Gravelle                           | Hockeyeur sur glace canadien.                                                                                     | 88    |        |
| 30 octobre  | Pete Haycock                           | Guitariste britannique des Climax Blues Band.                                                                     | 62    | (en)   |
| 30 octobre  | Michael Palmer                         | Médecin et auteur américain de suspenses médicaux.                                                                | 71    |        |
| 30 octobre  | Anca Petrescu                          | Architecte roumaine.                                                                                              | 64    |        |
| 30 octobre  | Théo Vial-Massat                       | Homme politique français.                                                                                         | 94    |        |
| 30 octobre  | Frank Wess                             | Saxophoniste américain de jazz.                                                                                   | 91    | (en)   |
| 31 octobre  | Gérard de Villiers                     | Écrivain français.                                                                                                | 83    |        |
| 31 octobre  | Irene Kane                             | Actrice, journaliste et auteure américaine.                                                                       | 89    |        |
| 31 octobre  | Jean Otth                              | Artiste suisse.                                                                                                   | 72    |        |
| 31 octobre  | Bobby Parker                           | Guitariste et chanteur de blues américain.                                                                        | 76    | (en)   |